# Emanoil Boteanu
Emanoil Boteanu (n. 1 iunie 1836 București – d. 17 februarie 1897, București) a fost un general român, care a deținut funcția de comandant al Flotilei Române (1867). 

## Biografie
Emanoil Boteanu s-a născut în anul 1836 și a fost fiul lui Emanoil C. Boteanu și a Zoei Boteanu (n. Panaitescu). A îmbrățișat cariera armelor, urmând cursurile Școlii Militare din București; ca o recunoaștere a rezultatelor obținute, la absolvire (1856), când a fost avansat la gradul de sublocotenent, a primit din partea domnitorului Țării Românești, Barbu Știrbei, un ceas din aur. Continuându-și apoi studiile la Școala de Stat Major din Franța. A fost avansat la gradul de locotenent (1859) și apoi la cel de căpitan (1862). În anul 1863 este repartizat la Regimentul 7 Infanterie, de unde a fost transferat la începutul anului următor (1864), ca ofițer în Corpul de Stat Major, organizat prin Decretul din 12 noiembrie 1863. 
În calitate de ofițer de Stat Major, în anul 1864, Emanoil Boteanu a fost trimis de către domnitorul Alexandru Ioan Cuza, ca observator pe frontul american al Războiului de Secesiune (1861-1865). Repartizat pe lângă Armata Potomacului⁠(d) condusă de generalul George Gordon Meade, căpitanul Boteanu a cunoscut îndeaproape armata nordistă, participând în anul 1865 la asediul Petersburgului⁠(d), unde a observat bătăliile de pe Hatcher's Run⁠(d) și de la fortul Stedman⁠(d). Lui îi aparțin singurele mărturii ale unui român despre Războiul Civil American, deoarece căpitanul Emanoil Boteanu a trimis de pe frontul american o serie de reportaje care au fost publicate în revistele cu specific militar din țară ("România militară" și "Monitorul Oastei"). 
Într-un articol intitulat „Despre un sistem militar la noi“, Emanoil Boteanu prezintă necesitatea constituirii armatei permanente și a rezervelor sale, subliniind "avantajele unei armate permanente într-o țară ca a noastră unde poporul organizat numai în miliție, cu toată bravura caracteristică a gintei noastre și aptitudinea sa militară, n-ar putea prezenta destulă consistență …fără a fi susținut de o armată permanentă care, prin disciplină, instrucția și perfecta ei organizare să poată cuprinde în rândurile sale miliția cu care să combată împreună“.
În septembrie 1865, revine în România, unde este înaintat la gradul de maior. Pentru o scurtă perioadă (17 martie - 30 aprilie 1867), maiorul Boteanu va îndeplini funcția de comandant al Flotilei Române. La sfârșitul lunii aprilie a aceluiași an, este transferat din cadrul Flotilei în Corpul de Stat Major. 
Anul 1877 l–a găsit la comanda Regimentului 6 Dorobanți, al cărui comandant onorific era regele Serbiei, Milan Obrenovici. În perioada Războiului de Independență (1877–1878), Emanoil Boteanu a îndeplinit funcțiile de Șef de Stat Major al Corpului de Observație de la Calafat, apoi pe cea de Șef de Stat Major al Diviziei a 4-a (comandată de generalul Dimitrie Racoviță), la Plevna. În același an a mai fost înaintat la gradul de general de brigadă în rezervă. 
A murit la 17 februarie 1897, la vârsta de 61 ani, și a fost îngropat în cavoul familiei din Cimitirul Șerban Vodă (actualmente Bellu) din București.

## Distincții
Pentru meritele obținute de–a lungul carierei sale militare, i–au fost acordate mai multe decorații:
- Coroana României în grad de Comandor
- Virtutea Militară de Război
- Steaua României în Grad de Ofițer
- Crucea Trecerii Dunării
- Medalia Luptătorii Independenței
- Medalia Comemorativă Rusă